# Miasta w Iraku
Według danych oficjalnych pochodzących z 2012 roku Irak posiadał ponad 200 miast o ludności przekraczającej 7 tys. mieszkańców. Stolica kraju Bagdad jako jedyne miasto liczyło ponad 5 milionów mieszkańców; 3 miasta z ludnością 1÷5 mln.; 7 miast z ludnością 500÷1000 tys.; 17 miast z ludnością 100÷500 tys.; 17 miast z ludnością 50÷100 tys.; 49 miast z ludnością 25÷50 tys. oraz reszta miast poniżej 25 tys. mieszkańców.

## Największe miasta w Iraku
Największe miasta w Iraku według liczebności mieszkańców (stan na 01.07.2011):
| L.p. | Miasto          | Ostan           | Liczba ludności |
| ---- | --------------- | --------------- | --------------- |
| 1.   | Bagdad          | Bagdad          | 6 150 000       |
| 2.   | Mosul           | Niniwa          | 1 475 000       |
| 3.   | Basra           | Basra           | 1 200 000       |
| 4.   | Irbil           | Irbil           | 1 025 000       |
| 5.   | Kirkuk          | Kirkuk          | 975 000         |
| 6.   | As-Sulajmanijja | As-Sulajmanijja | 725 000         |
| 7.   | Karbala         | Karbala         | 675 000         |
| 8.   | An-Nadżaf       | An-Nadżaf       | 675 000         |
| 9.   | An-Nasirijja    | Zi Kar          | 525 000         |

## Alfabetyczna lista miast w Iraku
(w nawiasie nazwa oryginalna w języku arabskim, czcionką pogrubioną wydzielono miasta powyżej 1 mln)
- Abu al-Chasib (ابو الخصيب)
- Ad-Dawwaja (الدواية)
- Ad-Diwanijja (الديوانية)
- Afak (عفك)
- Akra (عقرة)
- Al-Amara (العمارة)
- Al-Azizija (العزيزية)
- Al-Chalis (الخالص)
- Al-Chidr (الخضر)
- Al-Falludża (الفلوجة)
- Al-Fau (الفاو)
- Al-Fuhud (الفهود)
- Al-Habbanija (الحبانية)
- Al-Hadisa (الحديثة)
- Al-Hamdanija (الحمدانية)
- Al-Hamza (حمزاه)
- Al-Hajj (الحي)
- Al-Hilla (الحلة)
- Al-Hindijja (الهندية)
- Al-Kasim (القاسم)
- Al-Kut (الكوت)
- Allaji Saru (الاي سارو)
- Al-Midhatijja (المدحتية)
- Al-Mahmudijja (المحمودية)
- Al-Madżarr-al-Kabir (المجر الكبير)
- Al-Mikdadija (المقدادية)
- Al-Miszab (المشخاب)
- Al-Musajjib (المسيب)
- An-Nadżaf (النجف)
- An-Nasirijja (الناصرية)
- An-Numanija (النعمانية)
- Ar-Radwanija (الرضوانياة)
- Ar-Ramadi (الرمادي)
- Ar-Raszidijja (الراشدية)
- Ar-Rumajsa (الرميثة)
- Ar-Rutba (الرطبة)
- Asz-Szamijja (الشامية)
- Asz-Szarkat (الشرقاط)
- Asz-Szatra (الشطرة)
- As-Sulajmanijja (السليمانية)
- As-Suwajra (الصويرة)
- Az-Zubajr (الزبير)
- Bagdad (بغداد)
- Bajdżi (بيجي)
- Bajdżi Szamal (بيجي شمال)
- Bakasrah (باقسرة)
- Bakuba (بعقوبة)
- Balad (بلد)
- Bani Sad (بني صعد)
- Bani Szilawa Gawra (بني شلاوة غورة)
- Basra (البصرة)
- Bulajdż (بليج)
- Dżamdżamal (چمچمال)
- Dahuk (دهوك)
- Garraf (غراف)
- Halabdża (حلبچة)
- Hit (هيت)
- Hudajr Majdan (خدير ميدان)
- Husajba (ختيلة)
- Imam Ibrahim (امام ابراهيم)
- Irbil (اربل)
- Iskandarija (الاسكندرية)
- Kabr Hajar (قبر حجر)
- Kalat Diza (قلعه ديزة)
- Kallar (كلار)
- Karbala (كربلاء)
- Kifradol (كفردول)
- Kirkuk (كركوك)
- Kunagurk (كونغرك)
- Mahattat Bajdżi (محطة بيجي)
- Mahmud-al-Ali (محمود العلي)
- Mahmur (محمور)
- Mosul (الموصل)
- Muhammad-al-Abbas (محمد العباس)
- Mukak (مقاق)
- Nuhajrat (نهيرات)
- Pandżwin (پنجوين)
- Ranija (رانية)
- Rawanduz (رواندوز)
- Ruz (روز)
- Safina (سفينة)
- Sajjid Sadik (سيد صادق)
- Sajmajl (سميل)
- Salahaddin (صلاح الدين)
- Samarra (سامراء)
- Samawa (السماوة)
- Tall Afar (تل عفر)
- Tall Mistara (تل مسطرة)
- Tikrit (تكريت)
- Tuajm (تعيم)
- Tuz Churmatu (توز خورماتو)
- Zakho (زاخو)
- Zararija (زرارية)
- Zarajin (زراين)